# Engenheiro de computação

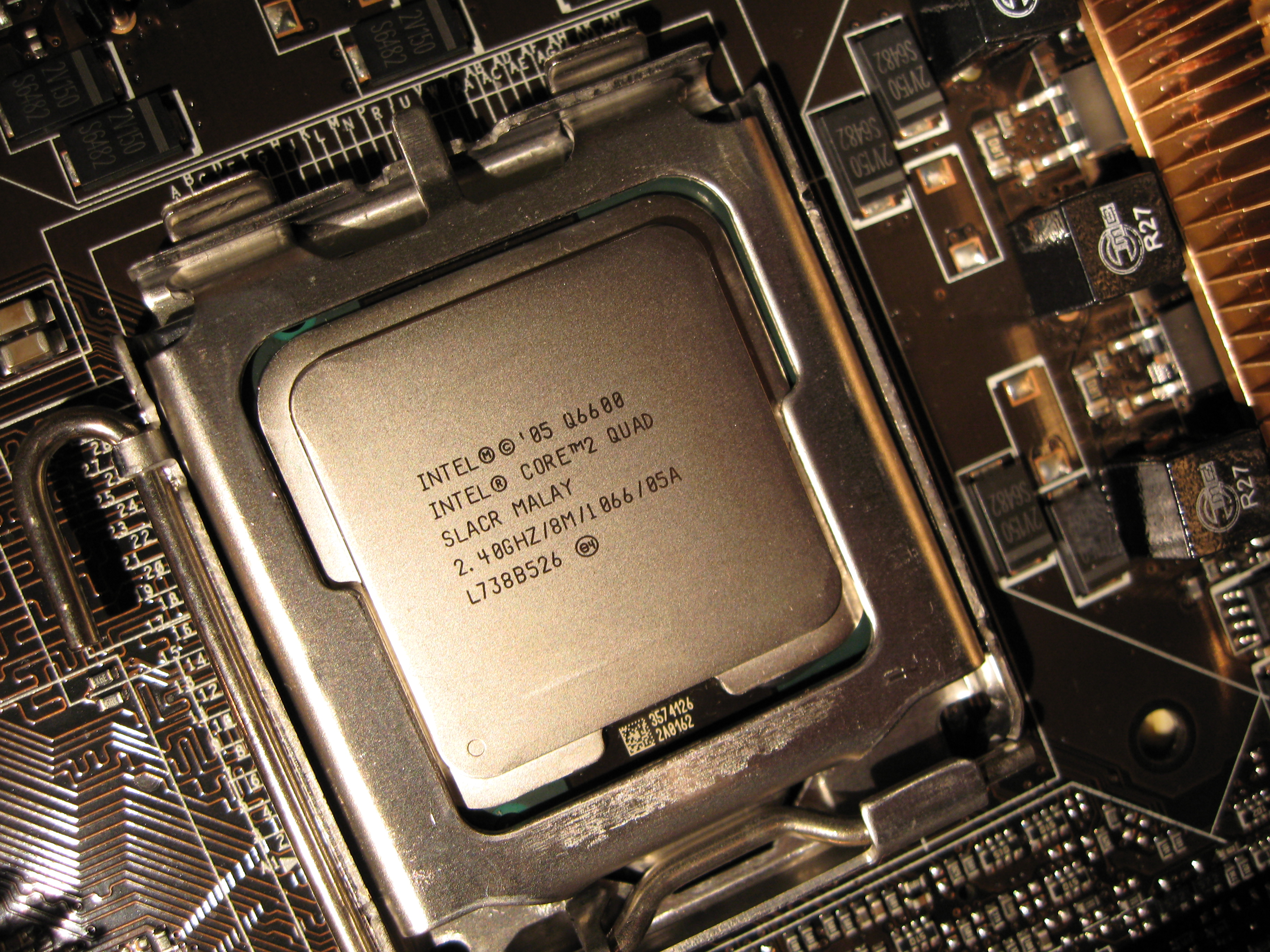
Exemplo de microprocessador, o componente do hardware responsável pela execução de instruções dadas pelo sistema.

O Engenheiro de Computação é um profissional capacitado para especificar, conceber, desenvolver, implementar, adaptar, produzir, industrializar, instalar e manter sistemas computacionais, bem como perfazer a integração dos recursos físicos e lógicos necessários para o atendimento das necessidades informacionais, computacionais e de eletrônica digital de organizações em geral. 
É o ramo da Engenharia que se ocupa do Projeto, da Implementação e da Manutenção de Sistemas Computacionais. 
Para se tornar engenheiro de computação é necessário um bacharelado com duração de 5 anos em engenharia de computação
Este profissional participa de projetos de eletrônica digital, elaborando e utilizando novas técnicas de programação, sistemas, modelagem e simulação de sistemas, que garantam o emprego eficiente dos recursos computacionais.